# Кір'ят-Елієзер
32°49′34″ пн. ш. 34°58′47″ сх. д. / 32.826014° пн. ш. 34.979804° сх. д.
Кір'ят-Еліезер (івр. קריית אליעזר) — район на північному заході Хайфи, Ізраїль. Розташований на південь від району Бат-Галім та на захід від Кір'ят-Еліягу.
Кир'ят-Еліезер було засновано в 1951 році вихідцями з Греції та Румунії, які працювали в порту. У 2000-х роках став одним з основних районів міста. Названий на честь першого міністра фінансів Ізраїлю Еліезера Каплана.

## Галерея

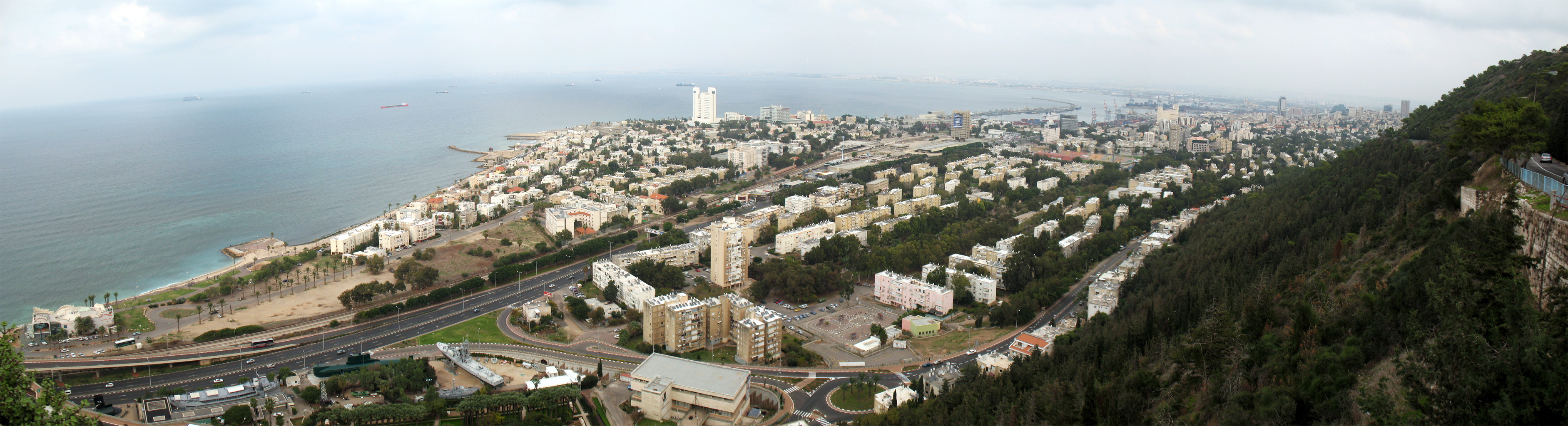
Райони Кірьят-Еліезер (знизу) та Бат-Галім (вгорі)

|                |
| Майдан Меїргоф |

|                                                           |
| Музей нелегальної імміграції та військово-морського флоту |

|                     |
| Вхід до Печери Іллі |

| Прапор Ізраїлю | Це незавершена стаття про Ізраїль. Ви можете допомогти проєкту, виправивши або дописавши її. |